# ボストン・テリア

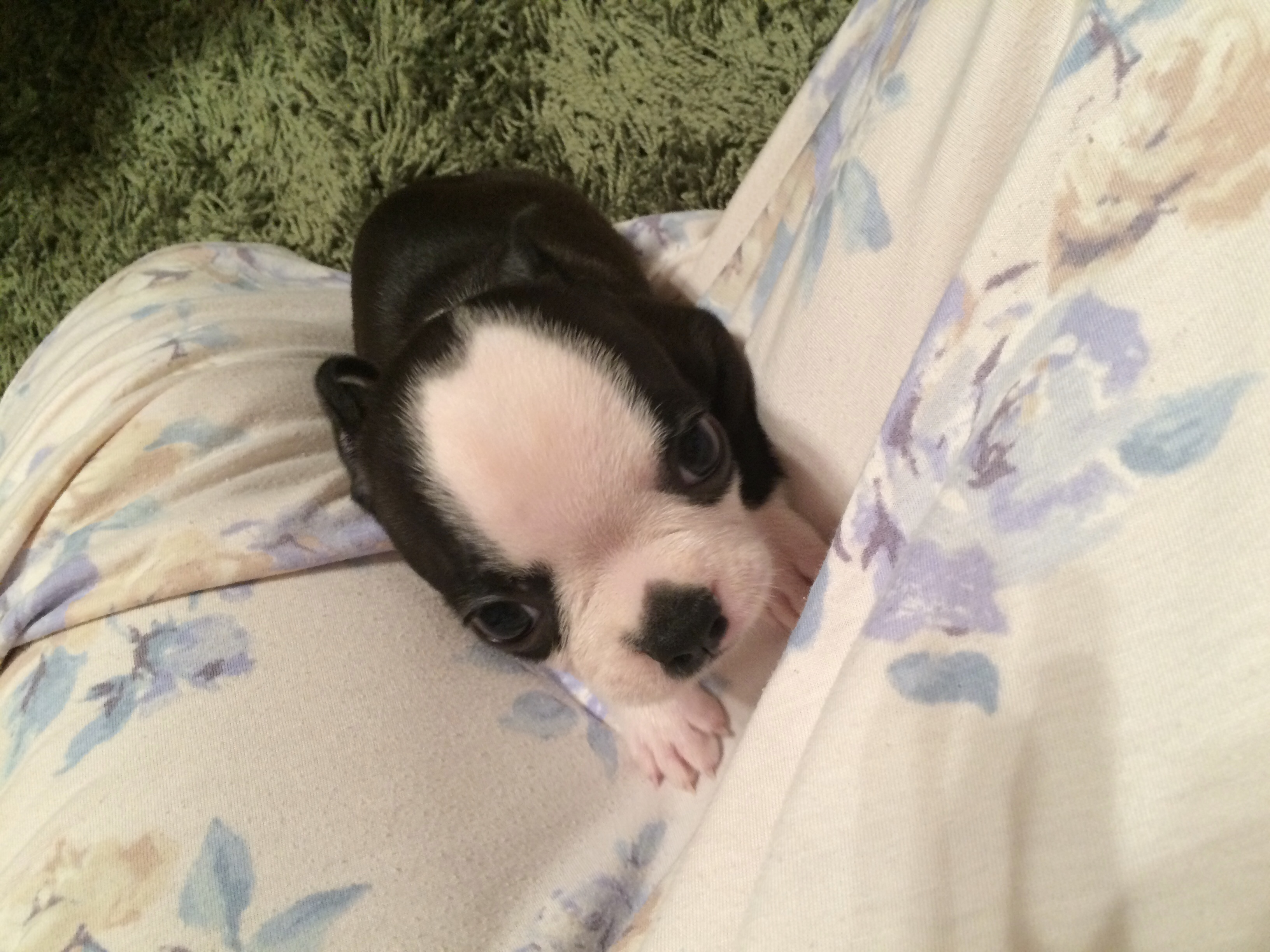
ボストンテリア

ボストン・テリア（英: Boston terrier）は、アメリカ合衆国原産の小型犬。数少ないアメリカ原産の犬で、誕生の記録がしっかりとある犬の種類は珍しいとされている。1800年頃にアメリカのマサチューセッツ州ボストン地域でブルドッグとブル・テリア、ホワイト・イングリッシュ・テリア等をかけあわせ誕生した。たった4頭から始まったボストンテリアは当初はは23kg程と、現在よりもはるかに大きく、ボストン・ブルと呼ばれており、かなりの大型だったが、ブリーダー達による改良と努力を重ね、現在のコンパクトでスクエアな洗練された体型となった。日本では2016年1月から2016年12月の間に登録された頭数では、約2,100頭程がジャパンケネルクラブ(JKC)に登録されている。アメリカ・ケネル・クラブ(AKC)5,566頭、イギリス・ケネル・クラブ(KC)2,031頭。

## 特徴
- 短毛(スムース)、立った耳と短い尻尾、短い鼻を持った小型の犬である。
- 毛色はブリンドル(ボストンカラー)で、首、胸、口吻のまわり、目の間にマーキングが入る。胸、首の周り、前脚の下半分、後足の飛節から下、口吻と目と目の間が白いことが望ましいが、白毛の部分が目に接しているのは望ましくないとされている。耳は断耳する場合もある。
- 体高は♀♂28～38cm、体重は♀6.8～9kg未満 ♂9～11.35kg。アメリカではライト6.8kg未満、ミディアム6.8～8kg、ヘビー9～11.35kgと3つの大きさに分類される。小型ながら体つきはがっしりとしている。
- 小型化するにつれ、ブルドッグやブルテリアのような闘争本能は影をひそめ、ユーモアある表情、知能は高く、温厚な性格となった。活発だがお行儀が良いため、その毛色から、「アメリカ犬界の紳士」「タキシードを着た紳士」「小さなアメリカ紳士」とも呼ばれている。
- 皮毛の手入れはトリミング要らずでとにかく楽だが、暑さと寒さに弱く、特に夏場の温度管理には注意が必要である。
- 運動は毎日必要だが、短時間でよい。
- 愛嬌があり利口な性格

呼吸器に負担がかかるような激しい運動は避ける。
散歩は少なくとも1日朝夕2回のお散歩(1回あたり30～60分程)が必要
- 価格 ペットタイプ約20万～ ショータイプ約37万円～

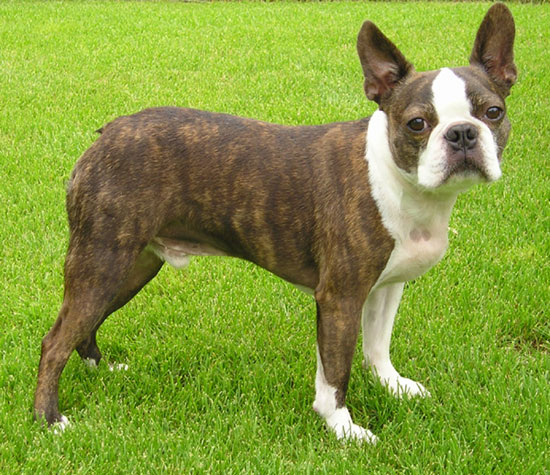
虎毛のボストンテリア
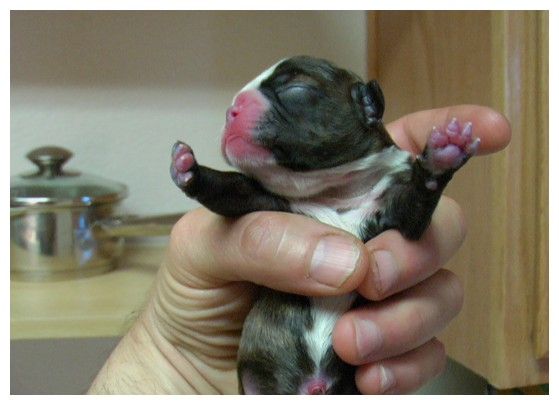
生後間もないボストンテリア
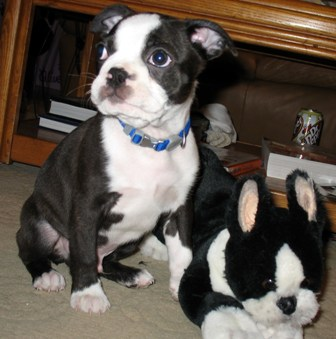
生後3ヶ月

## その他
- 米国マサチューセッツ州の州の犬である。
- ボストン大学のマスコット（レット・ザ・ボストン・テリア）になっている。同大学のスポーツチームはテリアズと呼ばれる。